# Carl Sandburg

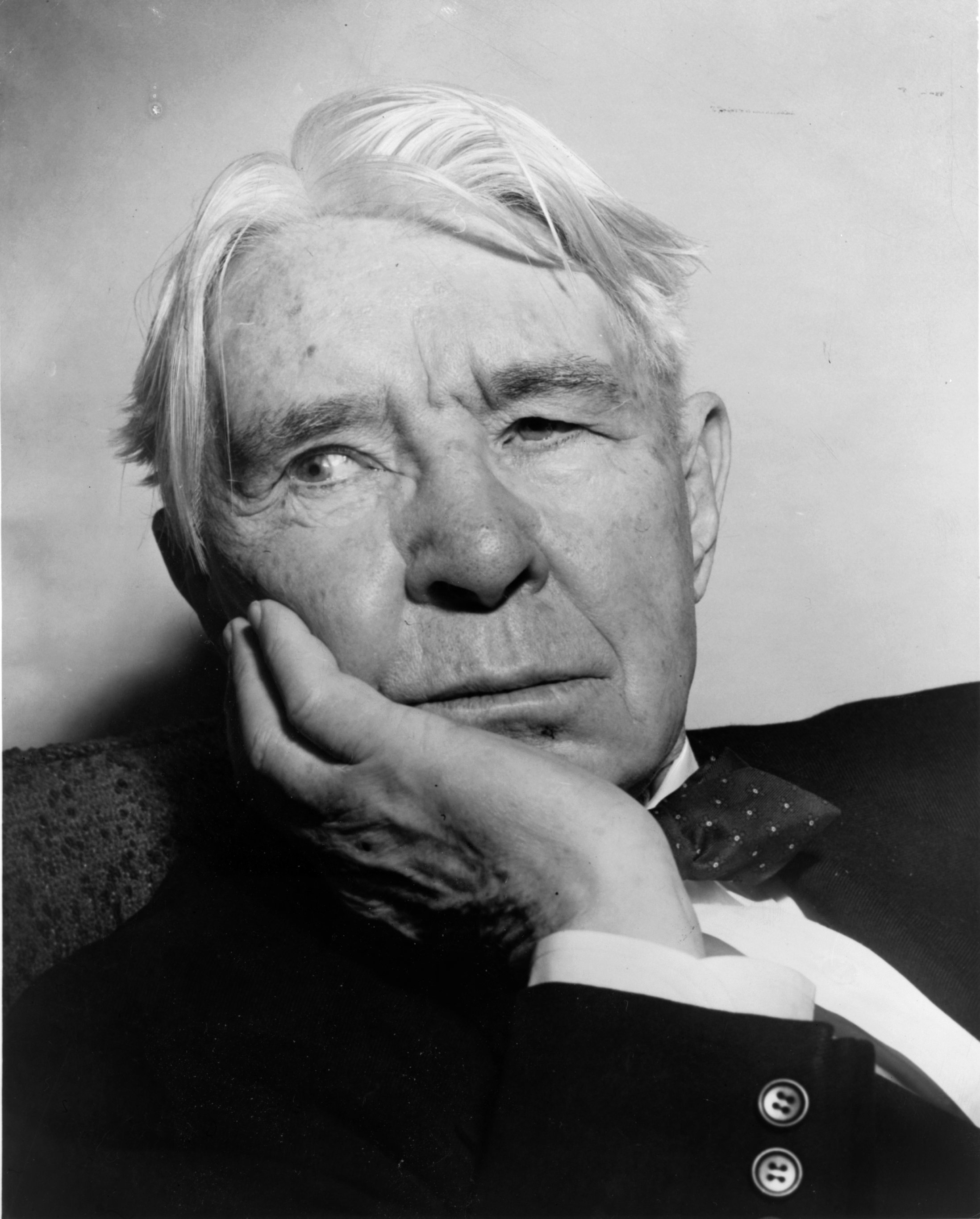
Carl Sandburg (1955)

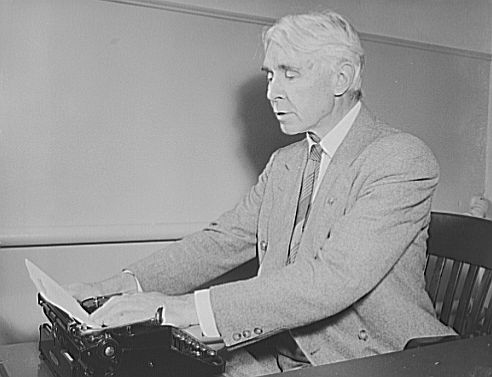
Carl Sandburg

Carl August Sandburg (* 6. Januar 1878 in Galesburg in Illinois; † 22. Juli 1967 in Flat Rock, North Carolina) war ein US-amerikanischer Dichter, Romanautor, Journalist und Historiker. Bekanntheit erlangt er durch seine Gedichte und seine Biographie von Abraham Lincoln, für die er den Pulitzer-Preis erhielt.
Insbesondere im deutschsprachigen Raum wurde die Zeile aus seinem Gedicht The People, Yes „Sometime they’ll give a war and nobody will come“ (übersetzt mit: „Stell dir vor, es ist Krieg und keiner geht hin“) bekannt.

## Leben und Werk
Carl Sandburg war der Sohn schwedischstämmiger Eltern; sein Vater war Schmied und Eisenbahnarbeiter. Er wuchs in Illinois im Mittleren Westen auf. Sandburg verließ mit 13 Jahren die Schule und schlug sich in den verschiedensten Jobs, unter anderem als Maler, durch. Er war Freiwilliger im Spanisch-Amerikanischen Krieg und nahm an der Landung in Guánica in Puerto Rico am 25. Juli 1898 teil, war aber nicht in Kämpfe verwickelt. Nach einer kurzen Stippvisite (zwei Wochen – er scheiterte nach eigenen Worten an den Eingangstests in Grammatik und Rechnen) in West Point besuchte er das Lombard College in seinem Heimatort Galesburg, ging aber 1903 ohne Abschluss ab. In Milwaukee trat er der sozialdemokratischen Partei bei und wurde Sekretär des sozialdemokratischen Bürgermeisters Emil Seidel (damals der erste „sozialistische“ Bürgermeister in den Vereinigten Staaten). Bei den Sozialdemokraten lernte er auch Lilian Steichen (genannt Paula) kennen. Sie war eine Schwester des Fotografen Edward Steichen, dessen Biographie er 1929 schrieb. Carl Sandburg und Lilian Steichen heirateten 1908; der Ehe entstammen drei Töchter. Während des Ersten Weltkriegs war er Kriegskorrespondent (geschildert in „Cornhuskers“ 1918). Sandburg lebte von 1912 bis 1928 in Chicago und Umgebung, wo er Reporter der „Chicago Daily News“ (ab 1919) und des „Day Book“ war. Schon 1904 veröffentlichte er erste Gedichtbände (als Charles Sandburg, „In Reckless Ecstasy“). Berühmt wurde sein Gedichtband „Chicago“ von 1916, in dem er die Stadt wie folgt charakterisierte:
„Hog Butcher for the World
Tool Maker, Stacker of Wheat
Player with Railroads and the Nation's Freight Handler
Stormy, Husky, Brawling, and City of the Big Shoulders“
Als Dichter war er einer der wichtigsten Vertreter der „Chicago Renaissance“ vom Anfang des 20. Jahrhunderts. Dabei verwandte er vielfach die Sprache der Arbeiterklasse des Mittleren Westens („The Chicago Race Riots“ 1919, „The People, Yes“ 1936); er sammelte auch amerikanische Folksongs („The American Songbag“ 1927, „New American Songbag“ 1950). Für seine Gesammelten Gedichte erhielt er ebenfalls einen Pulitzer-Preis. Bekannt waren auch seine Kindergeschichten (ursprünglich für seine eigenen Töchter) „Rootabaga Stories“ von 1920 und „Rootabaga Pigeons“ von 1923, in denen er statt wie in europäischen Märchen Ritter und Feen den Hintergrund des amerikanischen Mittleren Westens („Rootabaga Country“) verwendete. Ebenfalls in Chicago begann er seine berühmte Lincoln-Biographie: sechs Bände von „Lincoln – The Prairie Years“ 1926 bis „Lincoln – the war years“ 1939 sowie eine Lincoln Biographie für Kinder „Abe Lincoln grows up“ 1928 und eine Biographie von Lincolns Ehefrau Mary Lincoln 1932. 1940 erhielt er für „Lincoln – the war years“ den Pulitzer-Preis für Geschichte. 1959 erhielt er einen Grammy für seine Aufnahme von Aaron Coplands „Lincoln Portrait“ mit den New Yorker Philharmonikern. Seit 1933 war er Mitglied der American Academy of Arts and Letters.
Sein einziger Roman „Remembrance Rock“ erschien 1948. Er schrieb auch autobiographische Werke („Always the young strangers“ 1953, „Ever the winds of change“ 1983).
Sandburg arbeitete fünf Mal an Drehbüchern für Film und Fernsehen mit. Sein erstes Drehbuch schrieb er 1941 für den Dokumentarfilm Bomber. Für den Katalog der Ausstellung The Family of Man, die sein Schwager Edward Steichen kuratierte, verfasste Carl Sandburg das Vorwort.
Am 8. August 1962 verlas Lee Strasberg eine von Sandburg geschriebene Trauerrede am Sarg von Marilyn Monroe.
1928 zog er nach Harbert in Michigan, wobei er in der Wirtschaftskrise der 1930er Jahre wieder für die sozialistische Bewegung aktiv war. Ab 1945 lebte er in Flat Rock (North Carolina) auf seinem Anwesen „Connemara“, das heute vom National Park Service verwaltet wird. Während Sandburg dort in Ruhe schreiben konnte, übernahm seine Frau die Landwirtschaft.

## Zitate
- „Stell dir vor, es ist Krieg und keiner geht hin.“ – (häufige deutsche Übersetzung seiner Gedichtzeile „Sometime they'll give a war and nobody will come“), gelegentlich fälschlicherweise Bertolt Brecht zugeschrieben.[3] Siehe Liste geflügelter Worte.

## Werke (Auswahl)
- Abraham Lincoln: The Prairie Years (1926), Abraham Lincoln: The War Years (1939)
- Always Young Strangers (1953)
- The American Songbag (1927)
- Chicago Poems (1916)
- Cornhuskers (1918)
- Early Moon (1930)
- In Reckless Ecstasy (1904)
- The People, Yes (1936)
- Selected Poems (1926)
- Smoke and Steel (1920)
- Storm over the Land (1942)
- Rootabaga Pigeons, 1923 (Kinderbuch)
- Rootabaga Stories, 1922 (Kinderbuch)
- The people, yes, 1936 (Gedichte)
- The Wedding Procession of the Rag Doll and the Broom Handle and Who Was In It, 1950 (Kinderbuch)

## Deutsche Ausgaben
- Abraham Lincoln: Das Leben eines Unsterblichen, Hamburg, Wien: Zsolnay 1958, Heyne Taschenbuch 1984
- Das Volk, jawohl, Aufbau Verlag 1964 (The people, yes)
- Die Hochzeit von Lumpenpüppchen und Besenstiel und wer alles dabei war, Diogenes 2013 (Bilder Harriet Pincus, englisches Original The wedding procession of the rag doll and the broom handle and who was in it)
- Guten Morgen, Amerika. Ausgewählte Gedichte, Herbig 1948
- Zwei Hüte für Schnu Fu: Geschichten aus dem Rutabagaland, Recklinghausen: Bitter 1974 (Rootabaga stories)